# Kyathampalle
Kyathampalle è una suddivisione dell'India, classificata come census town, di 42.275 abitanti, situata nel distretto di Adilabad, nello stato federato del Telangana. In base al numero di abitanti la città rientra nella classe III (da 20.000 a 49.999 persone).

## Società

### Evoluzione demografica
Al censimento del 2001 la popolazione di Kyathampalle assommava a 42.275 persone, delle quali 21.642 maschi e 20.633 femmine. I bambini di età inferiore o uguale ai sei anni assommavano a 4.487, dei quali 2.302 maschi e 2.185 femmine. Infine, coloro che erano in grado di saper almeno leggere e scrivere erano 25.065, dei quali 14.555 maschi e 10.510 femmine.